# أبوت وكوستيلو يذهبان إلى المريخ
أبوت وكوستيلو يذهبان إلى المريخ (بالإنجليزية: Abbott and Costello Go to Mars) هو فيلم أبيض وأسود خيال علمي كوميدي أمريكي صدر عام 1953 بطولة فريق الكوميديا المكون من بود أبوت ولو كوستيلو وإخراج تشارلز لامونت. تم إنتاجه بواسطة هوارد كريستي وصنعته شركة يونيفرسال إنترناشيونال. على الرغم من عنوان الفيلم، لا يسافر أي من شخصيات الفيلم إلى كوكب المريخ (على الرغم من أن شخصيتي أبوت وكوستيلو يعتقدان أنهما على المريخ في مرحلة ما). يمثل الفيلم الظهور الأول لهاري شيرر.

## ملخص القصة
أورفيل، أكبر يتيم في دار أيتام هايدواي، يختبئ عن طريق الخطأ داخل شاحنة متجهة إلى مختبر سري للغاية. هناك يتم وضعه تحت إشراف عامل المختبر ليستر للمساعدة في تحميل الإمدادات على سفينة صاروخية تجريبية. أثناء وجوده على متن السفينة مع ليستر، يقلب أورفيل مفتاح الإشعال وتنطلق سفينة الصاروخ، وتطير عبر البلاد وتهبط في النهاية خارج نيو أورليانز، حيث يقام مهرجان ماردي جرا. يعتقد ليستر وأورفيل أنهما هبطا بنجاح على المريخ، فيرتديان بدلات فضاء ويذهبان إلى المدينة، حيث يفترضان أن المحتفلين الذين يرتدون أزياء غريبة هم من المريخ، بينما يفترض الآخرون أنهم محتفلون يرتدون أزياء.
وفي الوقت نفسه، يعثر اثنان من المجرمين الهاربين، هاري الحصان وموغسي، على سفينة الصواريخ، ويرتديان بدلات فضاء ويتجهان إلى نيو أورليانز لسرقة بنك وسرقة ملابس. يُتهم ليستر وأورفيل ظلماً بالجرائم ويهربان إلى سفينة الصواريخ، حيث يجبرهما موغسي وهاري على الإطلاق ويطالبان بالذهاب إلى المريخ. ومع ذلك، بمجرد وصولهما إلى الفضاء الخارجي، يسيطر ليستر وأورفيل على سلاح المحتالين ويحاولان الهبوط على الأرض.
تهبط السفينة بدلاً من ذلك على كوكب الزهرة، حيث يتم القبض على الرجال الأربعة بسرعة من قبل الحارسات الإناث وإحضارهم إلى حاكمة الكوكب، الملكة ألورا. تخبرهم أن كوكب الزهرة يسكنه النساء فقط لأن الرجال نُفوا منذ فترة طويلة. تبدي الملكة إعجابها بأورفيل وتجعله ملكًا لها بشرط أن يظل مخلصًا لها. يوافق أورفيل، ويسجن هاري وموغسي. ومع ذلك، يقنع موغسي إحدى الحارسات الإناث بمغازلة أورفيل لإثبات للملكة ألورا أنه لا يمكن الوثوق به. بخيبة أمل من أورفيل، تأمر الملكة جميع الرجال بمغادرة كوكب الزهرة.
عند العودة إلى الأرض، يتم الإشادة بالرجال باعتبارهم أبطالًا في استعراض، لكن ألورا، التي كانت تشاهد الاحتفال من كوكب الزهرة، ترسل مركبة فضائية إلى الأرض لإسقاط كعكة على رأس أورفيل.

## طاقم التمثيل
- باد أبوت بدور ليستر
- لو كوستيلو بدور أورفيل
- ماري بلانشارد بدور ألورا
- روبرت بيج بدور الدكتور ويلسون
- هوراس ماكماهون بدور موغسي
- مارثا هاير بدور جاني
- جاك كروشين بدور هاري
- جو كيرك بدور الدكتور أورفيلا
- جين ويلز بدور الكابتن أوليفيا
- أنيتا إيكبيرج بدور الحارسة الزهرية
- جاكي لوجري بدور الحارسة
- ريناتي هوي (ملكة جمال ألمانيا) بدور الخادمة
- هاري شيرر بدور الصبي
- دودلي ديكرسون بدور بورتر

## روابط خارجية
- أبوت وكوستيلو يذهبان إلى المريخ  في قاعدة بيانات الأفلام على الإنترنت (بالإنجليزية)
- أبوت وكوستيلو يذهبان إلى المريخ على موقع أول موفي.
- أبوت وكوستيلو يذهبان إلى المريخ في قاعدة بيانات تيرنر كلاسيك موفيز للأفلام.
- أبوت وكوستيلو يذهبان إلى المريخ على فهرس معهد الفيلم الأمريكي